# La Casota (Montllobar)
La Casota són les ruïnes d'una petita masia de l'antic poble de Montllobar, de l'antic terme de Fígols de Tremp, pertanyent actualment al municipi de Tremp.
Es troba al costat de migdia de la carretera C-1311, en un coster sota seu, a prop del punt quilomètric 11,2, al nord-oest de Montllobar. Estava unida, al costat nord, de la casa de l'Hostalet. Al sud de la Casota i l'Hostalet hi ha la partida de Tarteric.
Es tracta d'una masia. És un conjunt format per un edifici principal que fa la funció d'habitatge, el qual té diferents annexos a la banda nord: els corrals i el paller. Al nord-est hi ha una altra edificació que podrien ser les quadres. L'habitatge és de planta quadrangular i comprèn una part soterrada on hi havia el celler, dues plantes i un sotateulada. Està construït amb pedra del país, a base de carreus irregulars rejuntats amb fang. Part de les parets de tancament conserven conserven l'arrebossat original, tot i que aquest pràcticament ha desaparegut. Les obertures es concentren a la façana principal; a la primera planta trobem la porta d'accés acabada amb llinda de fusta. A la segona planta hi ha un balcó i una finestra rectangular, ambdues obertures acaben també amb llinda de fusta. Sota teulada, les obertures han estat tapiades. A l'est del recinte hi ha un pati enllosat davant del qual se situa un altre edifici que s'aixeca sobre una planta i un sotateulada. A la façana sud hi trobem dues arcades adovellades, sobre de les quals es troben dues finestres quadrangulars acabades amb arc adovellat. La coberta d'aquesta edificació queia a un vessant mitjançant un embigat de fusta.